# Etnopluralism
Etnopluralism är en politisk idé inom nationalistiska kretsar och den franska nya högern, som postulerar att etniska grupper bör leva åtskilda för att undvika negativa konsekvenser av kulturell blandning. Det är en hypotetisk modell, som föreslår att fredlig åtskillnad av folkgrupper skulle vara möjligt genom etablerandet av nationalstater eller självstyrande regioner för olika etniskt definierade folkgrupper. Ledande tänkare inom etnopluralismen är bland andra fransmannen Alain de Benoist och amerikanen Richard McCulloch.
Genomförandet av etnopluralism skulle, enligt kritiker, kräva etnisk rensning och apartheid. Förespråkare beskriver det som ett hållbart alternativ till mångkultur och globalisering och hävdar att det håller olika kulturer levande genom att hylla deras säregenhet. Etnopluralism kan betraktas som ett försök att lösa en konflikt mellan kvalitet och kvantitet: genom att stärka den kvalitativa sammanhållningen på regional nivå, kan man i förlängningen även befrämja den kulturella mångfalden på global nivå, i stället för att världens olika kulturer upplöses i varandra till förfång för såväl deras kvalitet som deras kvantitet.

## Bakgrund
Begreppet myntades av den konservative tyske historikern, kultursociologen och skribenten Henning Eichberg, men etnopluralismens idéer fick sin kanske främsta utformning av amerikanen Richard McCulloch, som skrivit flera böcker i ämnet.
Etnopluralism utgör grunden för vad Martin Barker kallat nyrasism och Michel Wieviorka kulturrasism. Det finns dock historiker som menar att etnopluralismen har äldre rötter och skall ses som del i en rasistisk tradition som fanns redan under 1800-talet, men delvis trängdes undan av det biologiska rasbegreppet.

## Ideologi
Den etnopluralistiska ideologin menar att ingen ras eller etnisk grupp är mer värdefull än någon annan, men att de måste leva åtskilda för att undvika negativa konsekvenser av genetisk och kulturell sammanblandning. Inom den Nya högern anförs att mångkulturalismen skall avskaffas till förmån för en etnisk heterogen värld med homogena stater i syfte att bevara unika, nationella särarter av olika folk. Den etniska gruppen anses ha kollektiva rättigheter, vilket främst handlar om rätten till "överlevnad" (d.v.s att undgå blandning med andra etniska grupper) och rätten till en egen nationalstat. Vidare betraktas mångkulturalism som rasism (ibland anförd som omvänd rasism) och anses leda till folkmord (ethnocide, med argumentet att en etnicitet som uppblandas med individer ur andra etniska grupper utrotas). Genom den argumentationen, med rätten till olikhet, vill den Nya högern framställa sig som antirasistisk, enligt statsvetaren Tamir Bar-On.
McCulloch beskriver en situation där mänsklighetens olika raser sakta håller på att blandas samman, där han menar att den mänskliga mångfalden på lång sikt är hotad. Den första ras som författaren hävdar kommer att dö ut är den nordeuropeiska, som i hans tidigare böcker beskrivits som kärnan i den västerländska civilisationen. I The Racial Compact föreslår han att teorin om mänskliga rättigheter också skall överföras till raser för att mångfalden skall kunna bevaras. McCulloch avslutar sin bok med att föreslå en delning av USA, för att varje ras där skall få en egen nationalstat. McCulloch själv använde dock aldrig begreppet etnopluralism, utan kallade rasligt och etniskt rättighetstänkande för "moralisk rasism" eller bara "rasligt bevarande". Begreppet etnopluralism växte i stället fram i Europa, där etnicitet var ett mer verkligt begrepp än ras för många läsare.

## Svenska partier
Nationaldemokraterna (upplöst 2014) och dess tidskrift Nya Dagbladet har tagit till sig de etnopluralistiska idéerna och infogat dem i sina stadgar.[källa behövs]
I den statliga utredningen "Utredningen om ett effektivare arbete mot främlingsfientlighets" slutbetänkande Främlingsfienden inom oss från 2012 anfördes att Sverigedemokraterna ger uttryck för en etnopluralistisk hållning.
Äldre organisationer som ibland har associerats med ideologin är den fascistiska Nysvenska rörelsen, som redan på 1950-talet uttryckte föreställningar som påminner om etnopluralismen, även om de inte benämnde sin teori så. En del nazistiska grupper, såsom Nordiska motståndsrörelsen, har i sin tur tagit avstånd från etnopluralismen.[källa behövs] Nazismen instämmer visserligen i bevarandet av den egna kulturen, vilken de särskilt kopplar till biologin, men de motsätter sig idén om att alla kulturer är värdefulla och förtjänar att blomstra i sitt eget sammanhang. I stället förespråkas den egna kulturens överlägsenhet och därmed dess rätt att dominera andra kulturer genom imperialism.[källa behövs]